# آرشي تايلور
آرشي تايلور (بالإنجليزية: Archie Taylor)‏ (7 نوفمبر 1939 في المملكة المتحدة - ) هو لاعب كرة قدم بريطاني في مركز جناح ‏. لعب مع برادفورد سيتي ونادي بارنسلي ونادي بريستول سيتي ونادي دونكاستر روفرز ونادي يورك سيتي وهال سيتي ونادي هاليفاكس تاون.